# Mariana Fragner
Mariana Fragner je bivša argentinska hokejašica na travi. 
S argentinskom izabranom vrstom je sudjelovala na više međunarodnih natjecanja.

## Sudjelovanja na velikim natjecanjima
- SP 1990. (9. mjesto)
- SP 1994.

## Vanjske poveznice
- (šp.) Saltahockey  Arhivirana inačica izvorne stranice od 27. srpnja 2009. (Wayback Machine) A 15 ańos de un subcampeonato historico